# Kira Kosarin
Kira Nicole Kosarin (Morristown, 1997. október 7. –) amerikai színésznő, énekesnő, gitáros, táncos és modell.
Színésznőként leginkább A Thunderman család című televíziós sorozat főszereplőjeként ismert, de szerepelt olyan filmekben is főszereplőként, mint az Egy észvesztő hajóút vagy A mázlista. Énekesnőként 2019-ben jelent meg debütáló albuma Off Brand címmel, ezt két EP követte 2020-ban és 2022-ben.
A Thunderman család főszerepéért 2015 és 2018 között minden évben jelölték Kids' Choice Awards díjra.

## Diszkográfia

### Albumok
- Off Brand (2019)
- Songbird (EP) (2020)
- Something New (EP) (2022)

### Kislemezek
- 2013: Replay
- 2016: No Wrong Way
- 2017: Raincoat
- 2018: Spy
- 2019: Vinyl
- 2019: Simple
- 2020: FaceTime (EP Songbird)
- 2020: Loving you silently (EP Songbird)
- 2020: Something to Look Forward to (EP Songbird)
- 2020: First love Never Lasts (EP Songbird)
- 2020: December
- 2021: First love Never Lasts (Sleeping Lion remix)
- 2022: Mood Ring
- 2022: parachute (plan b)
- 2022: goodbye & thank u

## Filmjei
| Év        | Magyar cím            | Eredeti cím                                           | Szerep            | Magyar hangja | Rendező             | Megjegyzések                                       |
| --------- | --------------------- | ----------------------------------------------------- | ----------------- | ------------- | ------------------- | -------------------------------------------------- |
| 2012      | Indul a risza!        | Shake It Up                                           | Raina Kumar       |               | Joel Zwick          | epizód: "Shake It Up"                              |
| 2013–2018 | A Thunderman család   | The Thundermans                                       | Phoebe Thunderman | Laudon Andrea |                     | főszerep                                           |
| 2014      |                       | AwesomenessTV                                         | önmaga            |               |                     | vendeg; epizód: "Teen Challenge"                   |
| 2015      |                       | One Crazy Cruise                                      | Ellie Bauer       |               |                     | TV-film (Nickelodeon)                              |
| 2015      |                       | Nickelodeon's Ho Ho Holiday                           | önmaga            |               |                     | Television special                                 |
| 2016      | Rocksuli              | School of Rock                                        | Princess Oliviana |               |                     | epizód: "A Band with No Name"                      |
| 2016      | Veszélyes Henry       | Henry Danger                                          | Phoebe Thunderman | Laudon Andrea |                     | Crossover epizód: "Danger & Thunder"               |
| 2016      |                       | Hell's Kitchen                                        | önmaga            |               |                     | epizód: "Let The Catfights Begin"                  |
| 2016–2017 |                       | Paradise Run                                          | önmaga            |               |                     | 3 epizód                                           |
| 2017      |                       | Nickelodeon's Not So Valentine's Television special   | önmaga            |               |                     | Television special                                 |
| 2017      |                       | Nickelodeon's Sizzling Summer Camp Television special | önmaga            |               |                     | Television special                                 |
| 2018      |                       | Lip Sync Battle Shorties                              | önmaga            |               |                     | epizód: "Catwalk/Jungle/Girls Night Out"           |
| 2018      | Lovag iskola          | Knight Squad                                          | Kiki              | Molnár Ilona  | Trevor Kirschner    | epizód: "Wish I May, Wish I Knight"                |
| 2018      |                       | Double Dare                                           | önmaga            |               |                     | Contestant; epizód: "Thunderstruck vs. Girl Power" |
| 2018      |                       | All About The Washingtons                             | Malia             |               |                     | epizód: "Yo! Bum Rush The Secret Show"             |
| 2019      |                       | Good Trouble                                          | Aria              |               |                     | epizód: "Parental Guidance Suggested"              |
| 2019      |                       | Lucky                                                 | Shannon           |               | Casey Burke Leonard | TV-film (Nickelodeon); hang                        |
| 2019      | Üdv a Wayne-ben       | Welcome to the Wayne                                  | Stacey Wasserman  |               | Tahir Rana          | epizód: "Welcome to the Wassermans"                |
| 2019      | Könnyű, mint a pehely | Light as a Feather                                    | Nadia             |               |                     | visszatérő szerep (2. évad)                        |
| 2021      |                       | Supercool                                             | Ava               |               | Teppo Airaksinen    | Film                                               |